# فلامینگوهای صورتی
فلامینگوهای صورتی (به انگلیسی: Pink Flamingos) فیلمی هنجارشکن در سبک کمدی سیاه محصول سال ۱۹۷۲ است. نویسنده، کارگردان، تهیه‌کننده، آهنگساز، فیلم‌بردار، تدوین‌گر و راوی این فیلم جان واترز است. فیلم زمانی که منتشر شد به خاطر دربرداشتن اعمال جنسی منحرف، بی‌پرده و شامل جزئیات جنجال‌های فراوانی ایجاد کرد و یکی از بدنام‌ترین فیلم‌های تاریخ قلمداد می‌شود. بودجه این فیلم تنها ۱۰٬۰۰۰ دلار بود و فیلمبرداری آن اغلب در آخر هفته‌ها در فینیکس، مریلند در حومه بالتیمور انجام می‌گرفت. مجله امپایر در فهرستی از پنجاه فیلم مستقل بزرگ تاریخ فلامینگوهای صورتی را در جایگاه سی و یکم قرار داد.